# Christian Boltanski
Christian Boltanski (Parijs, 6 september 1944 – aldaar, 14 juli 2021) was een Frans beeldend kunstenaar, schilder, fotograaf en filmmaker. Hij was verbonden aan de École nationale supérieure des beaux-arts te Parijs. Christian Boltanski was de broer van de socioloog Luc Boltanski en de partner van de Franse kunstenares Annette Messager.

## Leven en werk
Christian Boltanski werd geboren in Parijs, zijn vader was van Russisch-joodse afkomst, en zijn moeder was Corsicaanse en katholiek. Hij begon te schilderen in 1958 op dertienjarige leeftijd, hoewel hij geen kunstopleiding gevolgd had. Vanaf 1967 experimenteerde hij als schrijver en in 1970 begon hij met het creëren van objecten uit klei en andere ongewone materialen. Vanaf 1970 gebruikte hij veelal fotografie als kunstexpressie. Na 1976 behandelde hij de fotografie als schilderen door het maken van collages van in stukjes gesneden foto’s. In 1986 begon Boltanski met het creëren van installaties met verschillende materialen en media, met licht als essentieel concept.

Boltanski is vooral gekend omwille van zijn installaties met portretfoto’s, waarmee hij het verleden wil reconstrueren. Daarnaast bevat zijn oeuvre ook een aantal ‘schaduwspelen’ of ‘ombres’. Hierin maakt hij met kleine popjes en speelgoed schaduwspelen die kinderherinneringen doen herleven.
Boltanski overleed op 76-jarige leeftijd.

## Tentoonstellingen
Christian Boltanski nam deel aan meer dan 150 kunsttentoonstellingen wereldwijd. Onder meer solotentoonstellingen in Museum De Pont in Tilburg, het Kunstmuseum Liechtenstein, Magasin 3 Stockholm, La Maison Rouge galerij, Institut Mathildenhöhe, de Kewenig Galerie en het Museum d’Art et d’Historie du Judaïsme.

In 2002 heeft Boltanski voor het Zentrum für Internationale Lichtkunst, een ondergronds lichtkunst museum in Unna, Duitsland, de installatie "Totentanz II" gemaakt, een schaduwspel met koperfiguren. Voor informatie: www.lichtkunst-unna.de 
Van 1 juli tot 25 september 2011 maakte hij speciaal voor het museum Es Baluard te Mallorca, Spanje de installatie Signatures. Ook voor de  Oude Kerk in Amsterdam maakte hij een site-specifieke installatie over de vraag wat er gebeurt na ons levenseinde onder de titel 'Na'. De tentoonstelling was te zien van 24 november 2017 tot 29 april 2018.

## Prijzen
- 2009 Prix de Gaulle-Adenauer
- 2007 Créateurs sans frontières award voor visuele kunst door Cultures France
- 2007 Praemium Imperiale Award door de Japan Art Association
- 2001 Goslarer Kaiserring, Goslar, Duitsland
- 2001 Kunstpreis, door Nord/LB, Braunschweig, Duitsland

## Werk in openbare collecties (selectie)
- Museum De Pont
- Tate Modern
- Centre Pompidou

## Werken (selectie)
- Monument, Musée du MAC/VAL
- La chambre ovale, 1967
- L'Homme qui tousse, 1969
- Essai de reconstitution (Trois tiroirs), 1970-1971
- Vitrine de référence, 1971
- Saynètes comiques, 1974
- Les Registres du Grand-Hornu, 1977
- Composition théâtrale, 1981
- Monument, 2,60 x 11 m, musée de Grenoble, 1985
- Enfants de Dijon, 1986
- Les archives de C.B. 1965-1988, 1989
- Réserve[3], Centre Pompidou, 1990
- Reliquaire, les linges, 1996
- Entre temps, 2003
- Les Abonnés du téléphone, 2006
- Installatie in het Museo per la Memoria di Ustica di Bologna met de elementen van de DC-9 die crashte in de Tyrreense Zee op 27 juni 1980.
- Personnes[4], Grand Palais, 2010

## Gallery

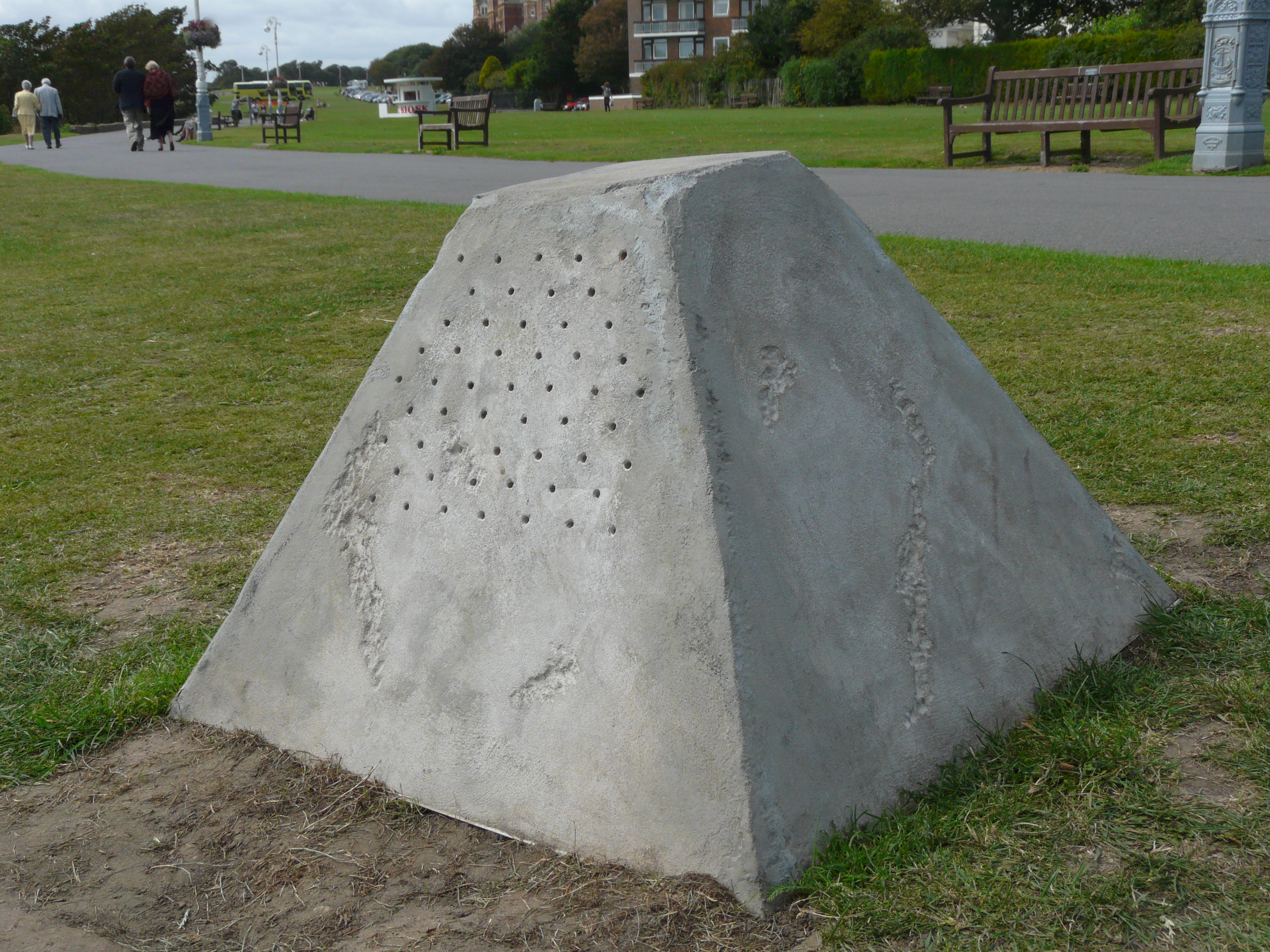
Installatie The Whispers, Folkstone Triennal 2008
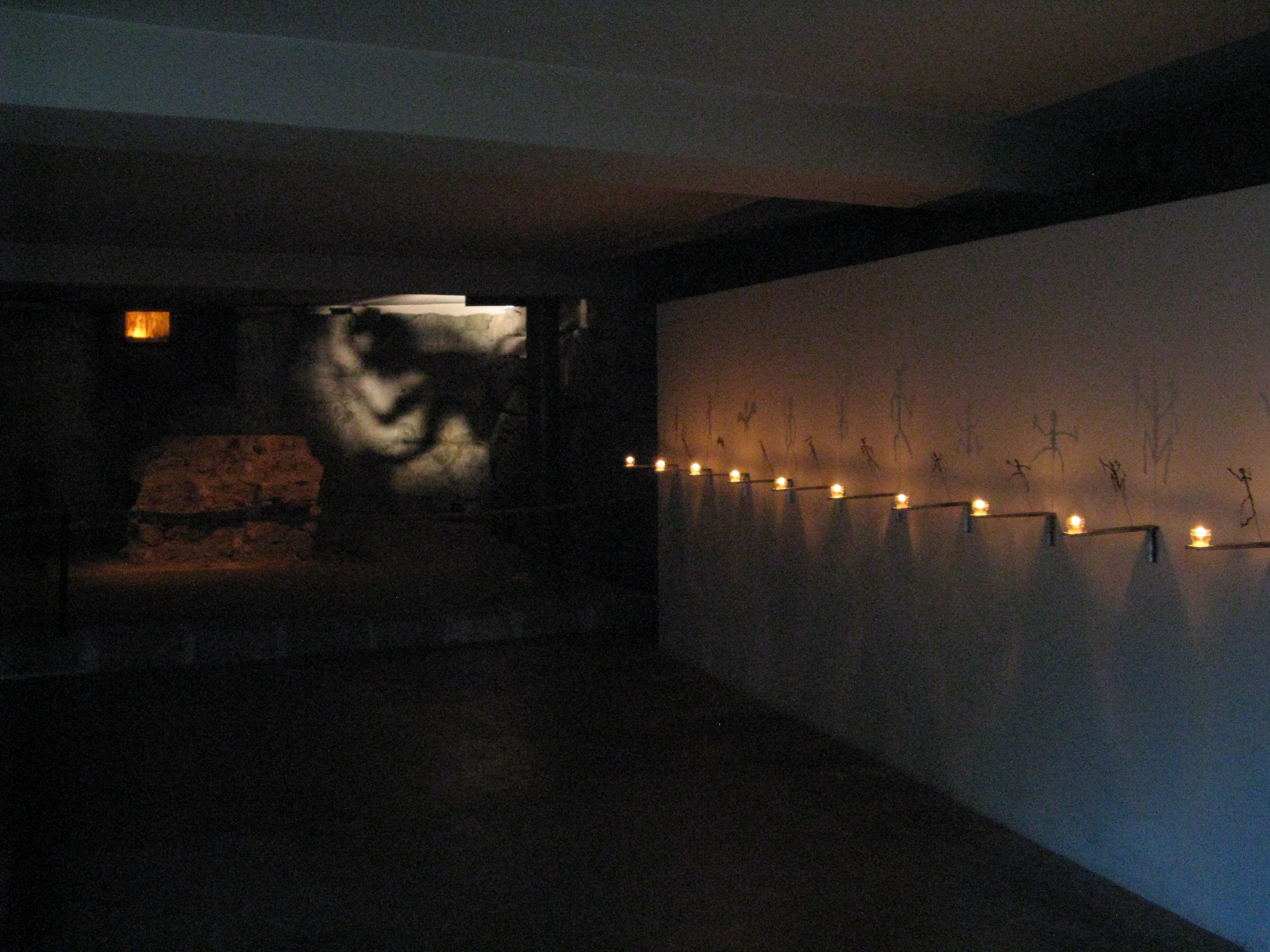
Vanitas, Salzburger Dom 2008.
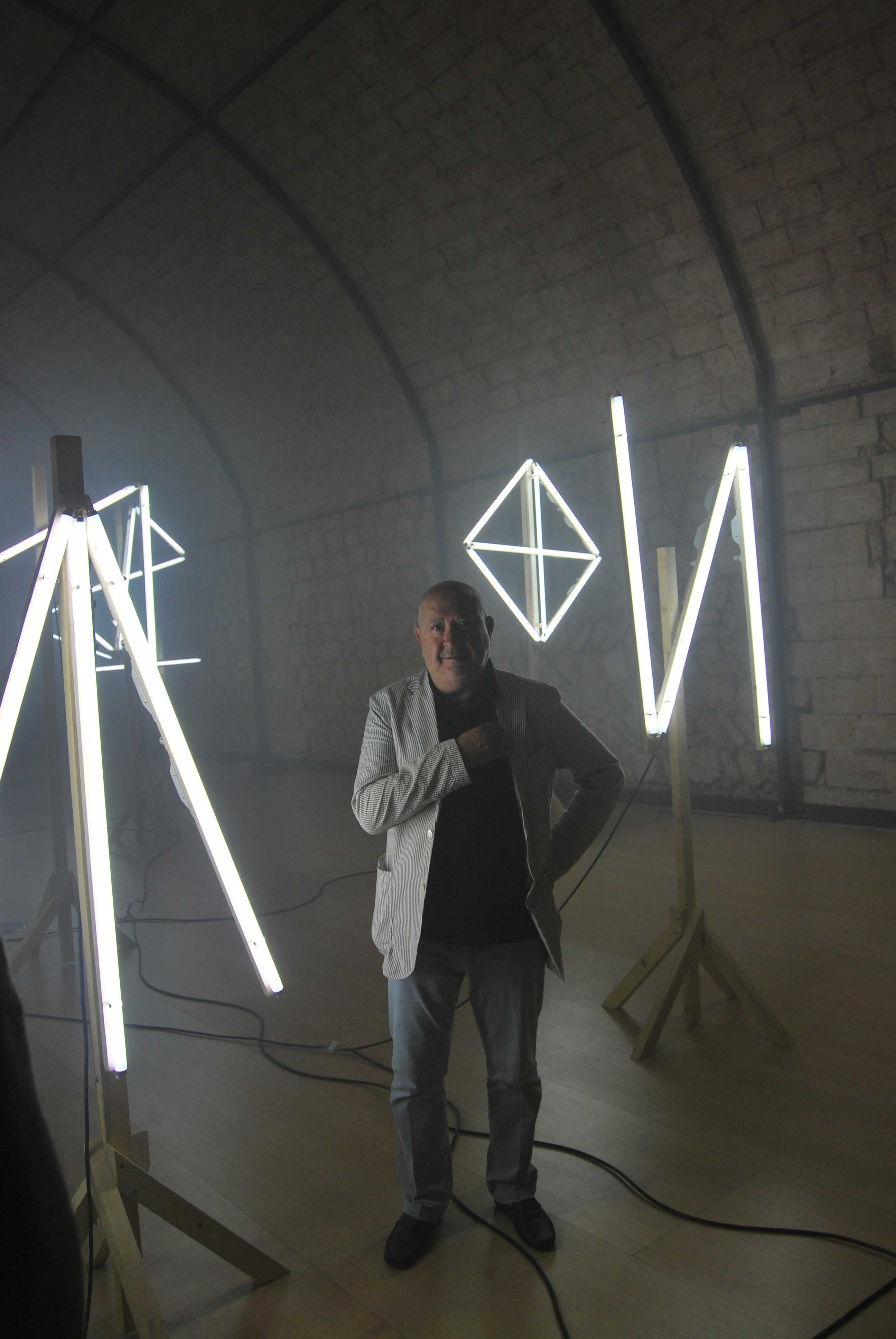
Signatures, 2011.
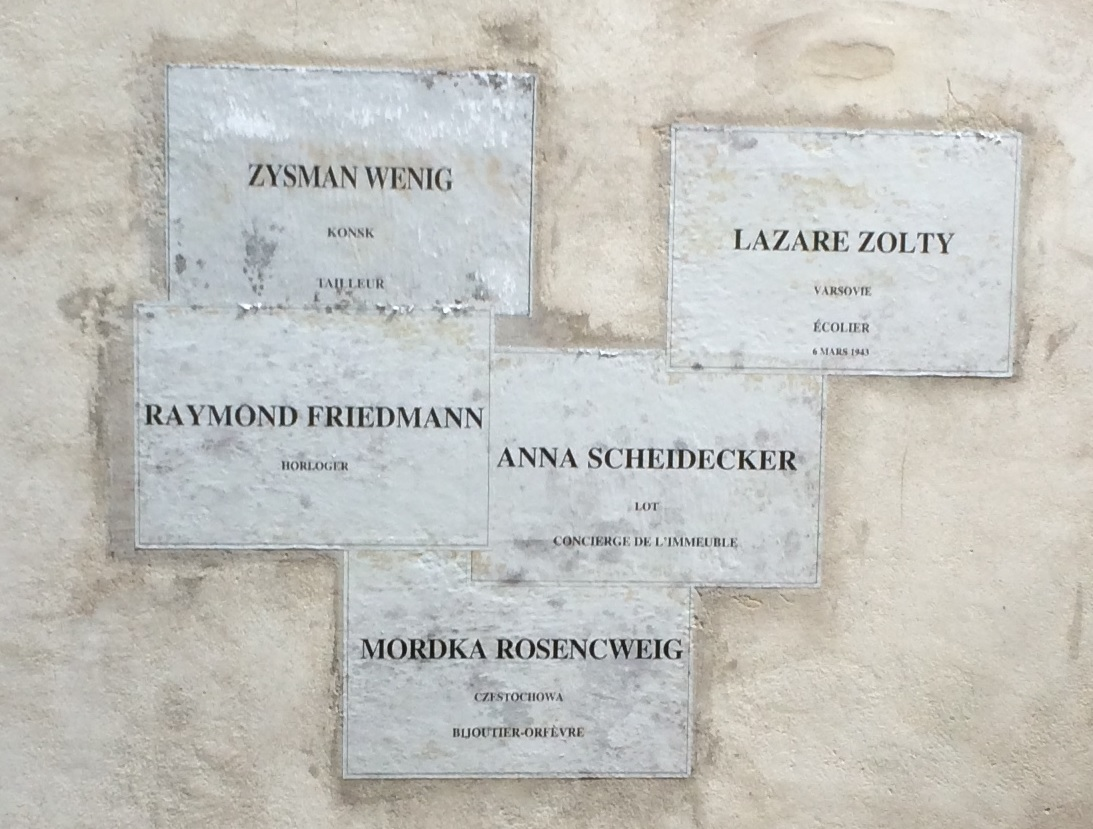
The inhabitants of the Hôtel de Saint-Aignan in 1939 (1998) – Musée d'Art et d'Histoire du Judaïsme.
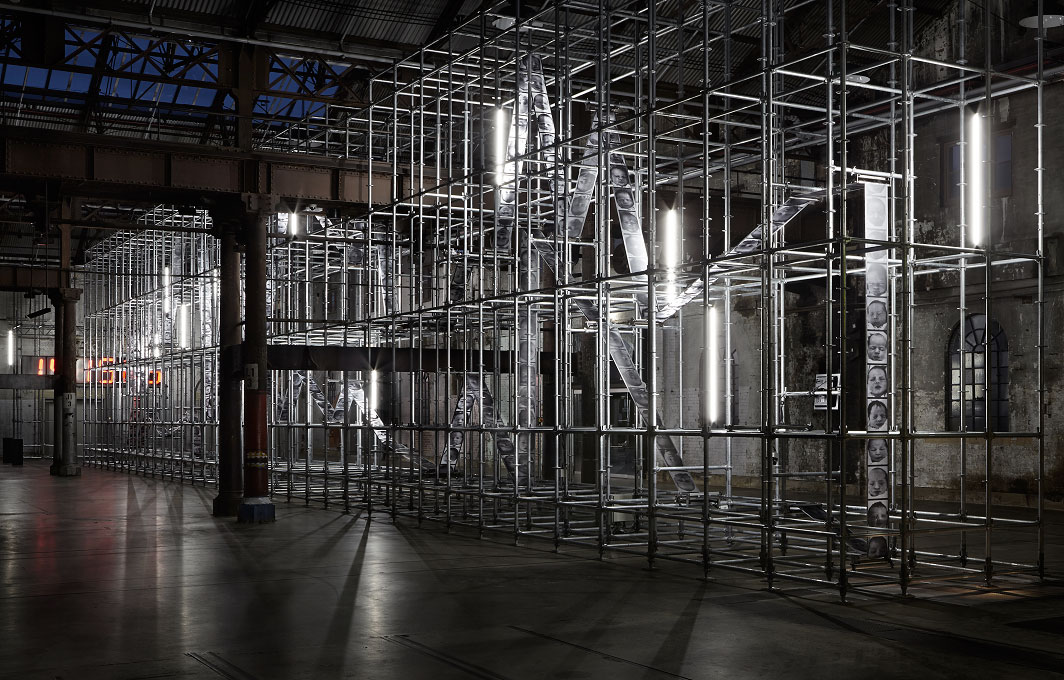
Chance, 2014.
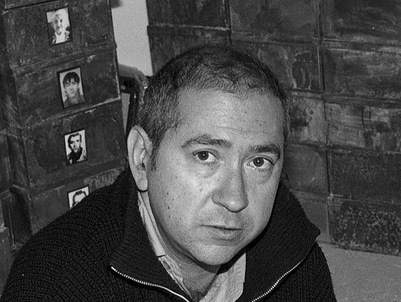
Christian Boltanski, 1990.
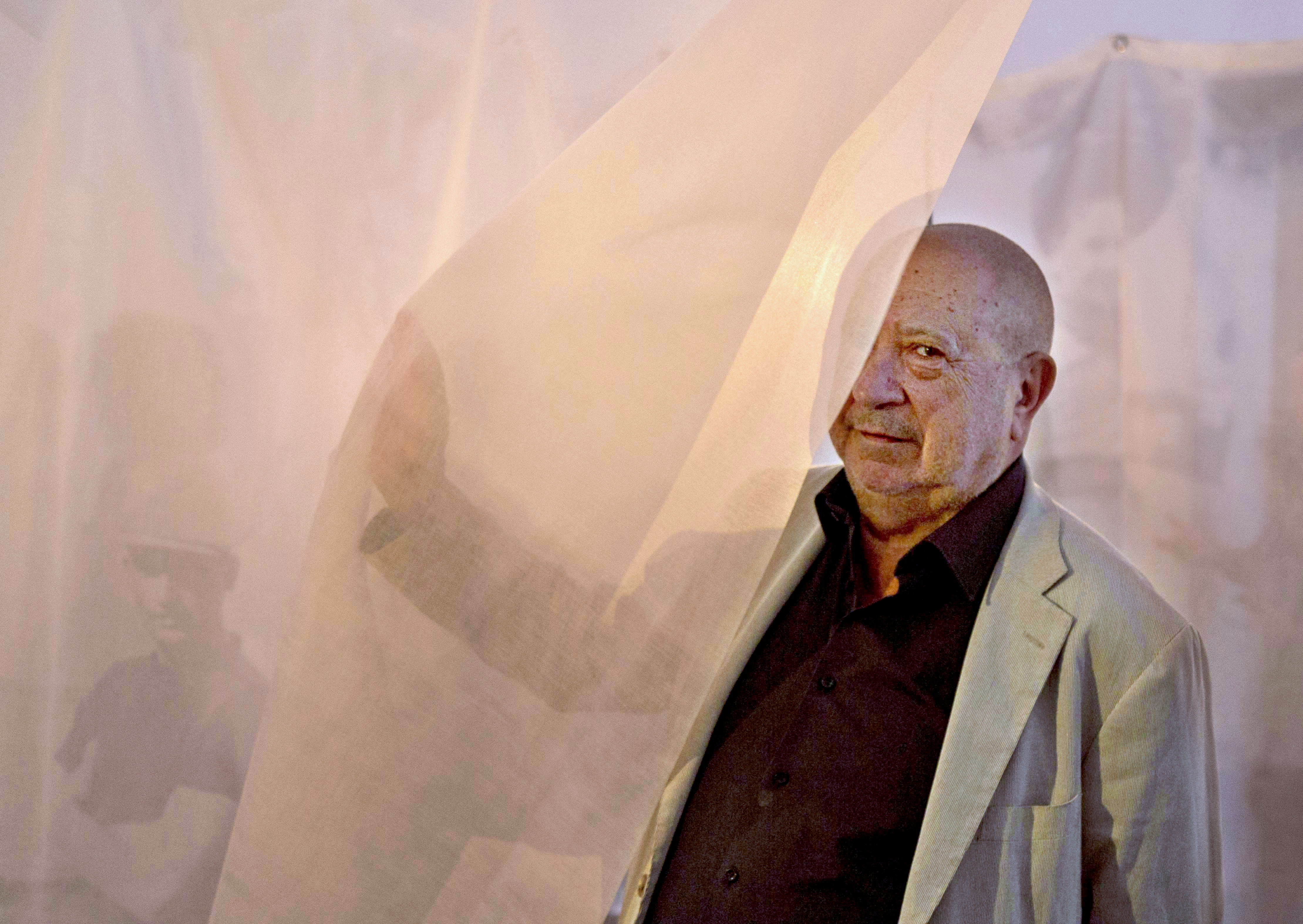
Christian Boltanski, 2015.